# 埃爾佩尼翁 (玻利瓦省)
埃爾佩尼翁是哥倫比亞的城鎮，位於該國北部，由玻利瓦省負責管轄，始建於1536年，面積352平方公里，海拔高度21米，2005年人口7,871，人口密度每平方公里22.36人。
8°59′00″N 73°57′00″W / 8.98333°N 73.95°W